# Brustury (obwód zakarpacki)
Brustury (ukr. Брустури) – wieś na Ukrainie, w obwodzie zakarpackim, w rejonie tiaczowskim, w hromadzie Ust-Czorna, nad rzeką Brusturianką. W 2001 roku liczyła ok. 3,3 tys. mieszkańców.
W latach 1946–2023 miejscowość nosiła nazwę Łopuchiw (ukr. Лопухів).

## Historia
Pierwsze wzmianki pochodzą z roku 1638. Nazwa Brustury wywodzi się od rumuńskiego słowa 'brustur', oznaczającego żywokost sercowaty. Po wcieleniu tych terenów do ZSRR w ramach ukrainizacji Karpat miejscowość została przemianowana na Łopuchiw. Był to błędny przekład z rumuńskiego wynikający z podobieństwa słów; brustur - żywokost sercowaty, brusture - łopuch większy.